# Olle Laessker
Olle Laessker (2 aprile 1922 – 19 settembre 1992) è stato un lunghista e velocista svedese, vincitore della medaglia d'oro nel salto in lungo e nella staffetta 4x100 metri agli europei di Oslo 1946.

## Palmarès
- Europei

Oslo 1946:  Oro nel salto in lungo;  Oro nella staffetta 4x100 m;